# Mario Brini
Mario Brini (Piombino, 11 maggio 1908 – Roma, 9 dicembre 1995) è stato un arcivescovo cattolico italiano.

## Biografia
Nacque a Piombino, in provincia di Livorno e diocesi di Massa Marittima, l'11 maggio 1908, figlio di Pietro e di Rosa Ambrogi.
Fu sottotenente di complemento, nel corpo d'artiglieria.
Si laureò in Giurisprudenza presso l'Università de La Sapienza
Il 29 giugno 1938 fu ordinato presbitero, con il rito bizantino.
Venne elevato alla dignità arcivescovile da papa Giovanni XXIII il 14 ottobre 1961 che gli assegnò la sede titolare di Algiza.
Ricevette l'ordinazione episcopale il 28 gennaio 1962 dal cardinale Amleto Giovanni Cicognani, coconsacranti l'arcivescovo Pietro Sigismondi ed il vescovo Faustino Baldini.
Il 13 giugno 1962 papa Giovanni XXIII lo nominò internunzio nella Repubblica Araba Unita.
Fu tra i padri conciliari nella seconda (29 settembre 1963 - 4 dicembre 1963), terza (14 settembre 1964 - 21 novembre 1964) e quarta sessione (14 settembre 1965 - 8 dicembre 1965), del Concilio Vaticano II.
Il 2 ottobre 1965 papa Paolo VI lo nominò assessore (poi segretario) della Sacra Congregazione per le Chiese Orientali.
Il 14 settembre 1982 papa Giovanni Paolo II lo nominò prelato del Sovrano Militare Ordine di Malta.
Morto il 9 dicembre 1995 a Roma, il rito esequiale fu presieduto il 12 dicembre dal prefetto della Congregazione per le Chiese Orientali, il cardinale Achille Silvestrini, all'altare della Cattedra della Basilica Vaticana.

## Genealogia episcopale e successione apostolica
La genealogia episcopale è:
- Cardinale Scipione Rebiba
- Cardinale Giulio Antonio Santori
- Cardinale Girolamo Bernerio, O.P.
- Arcivescovo Galeazzo Sanvitale
- Cardinale Ludovico Ludovisi
- Cardinale Luigi Caetani
- Cardinale Ulderico Carpegna
- Cardinale Paluzzo Paluzzi Altieri degli Albertoni
- Papa Benedetto XIII
- Papa Benedetto XIV
- Papa Clemente XIII
- Cardinale Marcantonio Colonna
- Cardinale Giacinto Sigismondo Gerdil, B.
- Cardinale Giulio Maria della Somaglia
- Cardinale Carlo Odescalchi, S.I.
- Cardinale Costantino Patrizi Naro
- Cardinale Lucido Maria Parocchi
- Papa Pio X
- Cardinale Gaetano De Lai
- Cardinale Raffaele Carlo Rossi, O.C.D.
- Cardinale Amleto Giovanni Cicognani
- Arcivescovo Mario Brini

La successione apostolica è:
- Arcivescovo Kevin William Barden, O.P. (1974)
- Vescovo Vasco Séirécov (1975)